# Caryota maxima
Caryota maxima är en enhjärtbladig växtart som beskrevs av Carl Ludwig von Blume och Carl Friedrich Philipp von Martius. Caryota maxima ingår i släktet Caryota och familjen Arecaceae. Inga underarter finns listade i Catalogue of Life.

## Bildgalleri

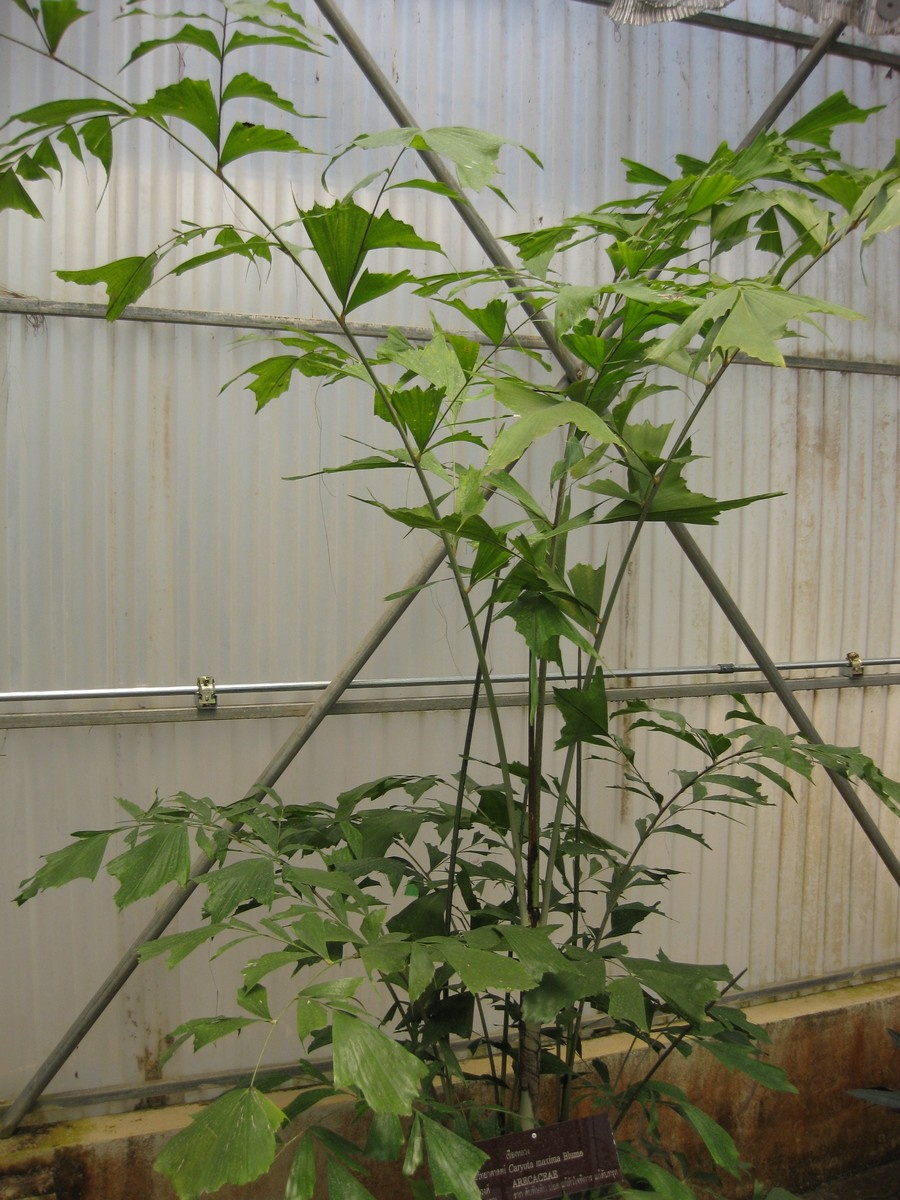
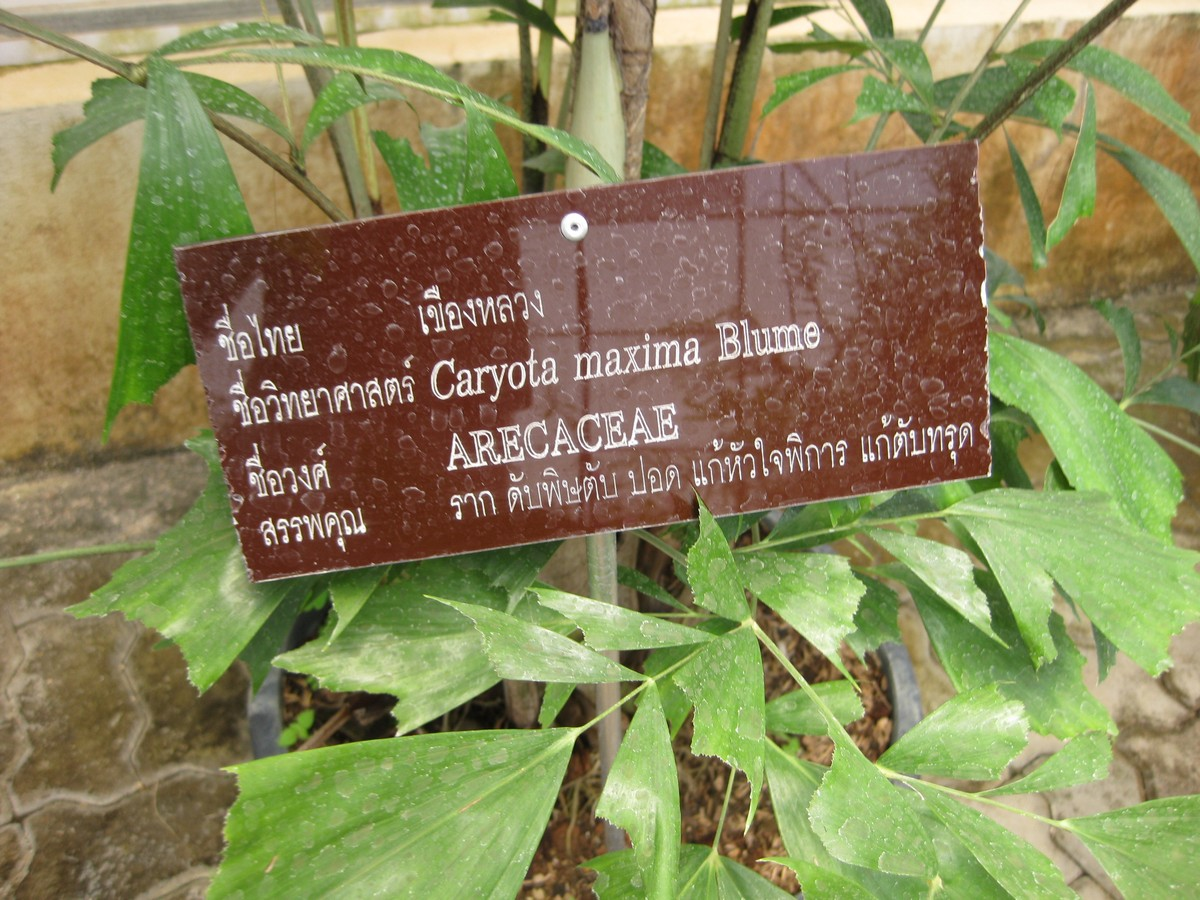